# Derxena coelivagata
Derxena coelivagata är en fjärilsart som beskrevs av Walker 1866. Derxena coelivagata ingår i släktet Derxena och familjen mätare. Inga underarter finns listade i Catalogue of Life.